# Kaui Hart Hemmings
Kaui Hart Hemmings (Hawaii, 1975) è una scrittrice statunitense.

## Biografia
Nata nel 1975 nelle Hawaii, vive e lavora nell'isola di Oahu.
Dopo un Bachelor of Arts al Colorado College e un Master of Fine Arts al Sarah Lawrence College, ha frequentato l'Università di Stanford.
Ha esordito nella narrativa nel 2005 con la raccolta di racconti House of Thieves mentre nel 2007 ha pubblicato il suo primo romanzo, The Descendants, che è stato tradotto in 22 paesi.
Nel 2011 The Descendants è stato trasposto in pellicola, in cui la stessa Hemmings ha avuto un cameo nei panni della segretaria del protagonista.

## Opere

### Racconti
- House of Thieves (2005)

### Romanzi
- The Descendants (2007)
  - Eredi di un mondo sbagliato, Roma, Newton Compton, 2007 traduzione di Paolo Falcone ISBN 978-88-541-0951-3.
  - Paradiso amaro, Roma, Newton Compton, 2012 traduzione di Paolo Falcone ISBN 978-88-541-2237-6.
- Le possibilità dell'amore (The Possibilities, 2014), Milano, Piemme, 2015 traduzione di Velia Februari ISBN 978-88-566-4038-0.
- Juniors (2015)
- How to party with an infant (2016)

## Adattamenti cinematografici
- Paradiso amaro (The Descendants), regia di Alexander Payne (2011)